# Mickey Rourke
Philip Andre Michael Rourke Jr. (Schenectady, Nueva York, 16 de septiembre de 1952), conocido como Mickey Rourke, es un actor, guionista y exboxeador estadounidense, que ha aparecido principalmente como protagonista en películas de acción, drama y suspense.  
Durante los años 1980, protagonizó la comedia dramática Diner (1982), el drama La ley de la calle (1983), la comedia negra criminal The Pope of Greenwich Village (1984) y el drama erótico Nueve semanas y media (1986), y recibió elogios a nivel crítico por su trabajo en la biopic de Charles Bukowski Barfly y en la cinta de terror y misterio El corazón del ángel, ambas estrenadas en 1987. En 1991 Rourke, que antes había practicado boxeo, abandonó la actuación para dedicarse a boxear de manera profesional.
Después de retirarse del boxeo en 1994, volvió a actuar y tuvo papeles secundarios en varios filmes, entre ellos el drama The Rainmaker (1997), la comedia dramática Buffalo '66 (1998), el thriller Get Carter (2000), la película de misterio The Pledge (2001), la comedia negra criminal Spun (2002) y el thriller de acción Man on Fire (2004), interpretando el papel de un abogado corrupto.
En 2005 su presencia se hizo más notoria en el circuito comercial con un rol principal en la cinta neo-noir de acción Sin City, por la cual obtuvo premios de parte de la Asociación de Críticos de Cine de Chicago y la Sociedad de Críticos de Cine en Línea. En la película El luchador (2008), Rourke interpretó a un luchador profesional en decadencia y por su actuación obtuvo un Premio Globo de Oro, un Premio BAFTA y una candidatura a los Premios Óscar. Desde entonces, ha trabajado en varias películas taquilleras como Iron Man 2 y The Expendables, estrenadas en 2010.

## Primeros años
Rourke nació en Schenectady (Nueva York), hijo de Annette —cuyo apellido de soltera era Cameron— y Philip Andre Rourke, Sr. Fue criado bajo la religión católica y sigue siendo practicante hasta el día de hoy. Su padre era de ascendencia irlandesa y alemana, y su madre de ascendencia escocesa, francesa, inglesa y alemana. Su padre, un fisicoculturista amateur, abandonó la familia cuando Rourke tenía seis años de edad. Después de que sus padres se divorciaran, su madre se casó con un oficial de policía de Miami Beach con cinco hijos, y se mudó con Rourke y sus hermanos, Joey y Patricia, al sur de Florida.  Allí, asistió a la Escuela Secundaria Miami Beach, donde se graduó en 1971.

## Carrera

### Comienzos como boxeador
Durante su adolescencia, Rourke centraba su atención principalmente en los deportes. Comenzó un entrenamiento de defensa personal en el Boys Club of Miami y fue ahí donde aprendió a boxear y decidió dedicarse a ello.
A los doce años de edad, ganó su primera pelea de boxeo en la categoría peso mosca —pesando 51 kilogramos—; las primeras veces peleaba bajo el nombre de Phil Rourke. Continuó su entrenamiento como boxeador en el 5th Street Gym de Miami Beach, Florida. En 1969, pesando entonces 63,5 kilos, entrenó con el campeón mundial de peso wélter Luis Rodríguez, quien en ese momento se estaba preparando para enfrentarse al campeón mundial Nino Benvenuti. Rourke declaró haber sufrido una conmoción cerebral durante el entrenamiento de sparring con Rodríguez.
En los Golden Gloves de Florida en 1971, Rourke sufrió otra conmoción cerebral durante una pelea de boxeo. Después de que los médicos le ordenaran tomarse un año de descanso alejado del boxeo, Rourke se retiró temporalmente del ring. Entre 1964 y 1973, consiguió un récord de veintisiete victorias —diecisiete por knockout— y tres derrotas, que incluyeron victorias por knockout en la primera ronda contra John Carver y Ronald Robinson.
| Resultado | Récord | Oponente                   | Tipo | Rd., tiempo | Fecha                 | Lugar                | Notas                                    |
| Ganador   | 12–0–0 | Sherman Bergman            | KO   | 1 (0:31)    | 20 de agosto de 1973  | Miami, Florida       | Rourke ganó en 31 segundos.              |
| Ganador   | 11–0–0 | John "Two Dice" Carver     | KO   | 1 (0:39)    | 7 de mayo de 1972     | Miami, Florida       | Rourke ganó por knockout en 39 segundos. |
| Ganador   | 10–0–0 | Ron "22nd Street" Robinson | KO   | 1 (0:18)    | 15 de febrero de 1972 | Miami, Florida       | Rourke ganó por knockout en 18 segundos. |
| Ganador   | 9–0–0  | Leroy Harrington           | KO   | 1 (0:15)    | 4 de julio de 1971    | Miami, Florida       | Rourke ganó por knockout en 15 segundos. |
| Ganador   | 8–0–0  | Paul Malsoh                | KO   | 1 (0:29)    | 22 de junio de 1970   | Miami, Florida       | Rourke ganó por knockout en 29 segundos. |
| Ganador   | 7–0–0  | Kenny Jacobs               | KO   | 1 (0:14)    | 15 de junio de 1970   | Miami Beach, Florida | Rourke ganó por knockout en 14 segundos. |
| Ganador   | 6–0–0  | Joe Riles                  | PTS  | 3           | 26 de agosto de 1964  | Miami, Florida       |                                          |
| Ganador   | 5–0–0  | Charles Gathers            | PTS  | 3           | 12 de agosto de 1964  | Miami, Florida       |                                          |
| Ganador   | 4–0–0  | Ronnie Carter              | PTS  | 3           | 16 de junio de 1965   | Miami, Florida       |                                          |
| Ganador   | 3–0–0  | Javier Villanueva          | PTS  | 3           | 1964                  | Miami, Florida       |                                          |
| Ganador   | 2–0–0  | Jesus "KoKo" Carranza      | PTS  | 3           |                       | Miami, Florida       |                                          |
| Ganador   | 1–0–0  | Roger Hough                | PTS  | 3           | Julio de 1964         | Miami, Florida       |                                          |

### Primeros trabajos como actor
En 1971, durante su último año en la secundaria, Rourke tuvo un pequeño papel en una obra teatral del instituto llamada The Serpent. Sin embargo, sus intereses se orientaban hacia el boxeo y no volvió a aparecer en ninguna otra producción de la institución. Poco después de que abandonara temporalmente el boxeo, un amigo de la Universidad de Miami le mencionó a Rourke sobre una obra que estaba dirigiendo, Deathwatch, y que uno de los actores había abandonado la producción. Rourke consiguió dicho rol e inmediatamente se interesó por la actuación. Con 400 dólares que le prestó su hermana, se trasladó a Nueva York —para evitar a la policía de Florida que lo buscaba para arrestarlo por hurto— y tomó clases privadas con la profesora Sandra Seacat del Actors Studio. Seacat convenció a Rourke de contactar con su padre, a quien no veía desde hacía veinte años. Fue seleccionado para el Actors Studio en su primera audición, que fue descrita por Elia Kazan como la «mejor audición en treinta años».
Trabajando principalmente en películas para la televisión durante fines de los años 1970, Rourke debutó en el cine con un breve rol en la película bélica 1941 de Steven Spielberg. Interpretó a Ritchie, el compañero de trabajo de Dennis Christopher en el slasher de 1980 Fade to Black. Sin embargo, fue en 1981, por su actuación como un pirómano en Fuego en el cuerpo, que Rourke recibió atención por primera vez, a pesar de la moderada duración en pantalla de su personaje. Al año siguiente, atrajo críticas positivas por su rol como el apostador compulsivo «Boogie» Sheftell en la cinta Diner; la National Society of Film Critics lo nombró el mejor actor de reparto de ese año. Poco después, Rourke protagonizó La ley de la calle de Francis Ford Coppola, estrenada en 1983, donde interpretó al enigmático hermano de Matt Dillon.
La actuación de Rourke en The Pope of Greenwich Village también llamó la atención de la crítica, aunque la película no fue comercialmente exitosa. A mediados de los años 1980, volvió a hacer papeles protagónicos. Su rol junto a Kim Basinger en drama erótico Nueve semanas y media lo elevó a la categoría de sex symbol. Fue elogiado por la crítica por su trabajo en Year of the Dragon y Barfly como el escritor alcohólico Henry Chinaski —el alter ego litertario de Charles Bukowski—.
En 1987 Rourke apareció en El corazón del ángel, que recibió nominaciones a varios premios. La cinta fue controvertida en gran parte debido a una escena de sexo explícito entre Rourke y Lisa Bonet. Aunque algunos de los trabajos del actor crearon polémicas en Estados Unidos, fueron bien recibidos por el público europeo; un crítico se refirió a él como «desaliñado, un poco sucio, sórdido, rebelde» con respecto a su imagen en Year of the Dragon, Nueve semanas y media, El corazón del ángel y Desperate Hours. El director Adrian Lyne dijo que si Rourke hubiese muerto después del estreno de El corazón del ángel, se hubiese transformado en un fenómeno más grande que James Dean.
A finales de los años 1980, Rourke colaboró con David Bowie en el álbum Never Let Me Down. Alrededor de la misma época escribió su primer guion, Homeboy, una historia sobre boxeo que él mismo protagonizó. En 1989 protagonizó el drama documental Francesco, encarnando a Francisco de Asís. Esto fue seguido del thriller erótico Wild Orchid, un fracaso a nivel crítico que le valió una nominación al Razzie como peor actor —junto con Desperate Hours—. En 1991 protagonizó el fracaso de taquilla Harley Davidson and the Marlboro Man, interpretando a Harley Davidson, un motociclista cuyo mejor amigo, Marlboro, fue interpretado por Don Johnson. En su último papel antes de volver al ring de boxeo, Rourke hizo de un traficante de armas que es perseguido por Willem Dafoe en White Sands, una película neo-noir que los críticos, a pesar de destacar su estilo visual, encontraron incoherente.
Su carrera como actor con el tiempo fue eclipsada por su vida privada y sus decisiones profesionales. A directores como Alan Parker les resultó difícil trabajar con él. Parker declaró que «trabajar con Mickey es una pesadilla. Es muy peligroso en el set porque nunca sabes qué va a hacer». Rourke ha rechazado roles en películas de alto perfil como 48 Hrs., Tombstone, Platoon, Top Gun, Rain Man, Pulp Fiction y The Silence of the Lambs.

### Carrera profesional como boxeador
En 1991 Rourke decidió que «tenía que volver al boxeo» porque sentía que se estaba «autodestruyendo» y no tenía respeto por él mismo como actor. Rourke mantuvo un invicto de ocho peleas, con seis victorias —cuatro por knockout— y dos empates. Peleó alrededor del mundo en países como España, Japón y Alemania. Durante su carrera como boxeador, sufrió varias lesiones, incluyendo roturas de nariz, dedo del pie y costillas, una herida en la lengua y el pómulo. Además sufrió de perdida de memoria a corto plazo.
Su entrenador durante la mayor parte de su carrera como boxeador fue Chuck Zito, miembro de Hells Angels, actor y guardaespaldas de celebridades. Freddie Roach también entrenó a Rourke para siete peleas. Su canción de entrada al ring a menudo era «Sweet Child o' Mine» de Guns N' Roses —al igual que en la pelea final de la película El luchador—. Algunos promotores del boxeo comentaba que Rourke era demasiado viejo como para tener éxito contra boxeadores de alto nivel. El propio Rourke admitió que subirse al cuadrilátero era de algún modo una prueba: «Solo quería intentarlo, ponerme a prueba físicamente mientras todavía tenía tiempo». Su carrera en el boxeo conllevó un notable cambio físico durante los años 1990, ya que su rostro necesitó cirugías reconstructivas para remediar sus heridas. En 2009, el actor comentó al Daily Mail que había ido al «tipo equivocado» para la cirugía y que su cirujano plástico había hecho «un desastre» con sus facciones.
En noviembre de 2014, Rourke volvió brevemente al boxeo para pelear con Elliot Seymour de 29 años de edad en Moscú, Rusia. Fue su primera pelea de boxeo en veinte años. Después de la pelea se habló sobre otros cuatro posibles enfrentamientos. Aunque Rourke ganó por knockout técnico, la pelea no fue contada en su récord personal al tratarse de un evento de exhibición. Su oponente declaró más tarde que recibió dinero para dejarse caer en el segundo round.
| 6 victorias (4 knockouts, 2 decisiones), 0 derrotas, 2 empates |        |                  |      |             |            |                          |                                                    |
| Resultado                                                      | Récord | Oponente         | Tipo | Rd., tiempo | Fecha      | Lugar                    | Notas                                              |
| Empate                                                         | 6–0–2  | Sean Gibbons     | MD   | 4           | 1994-09-08 | Davie, Florida           |                                                    |
| Ganador                                                        | 6–0–1  | Thomas McCay     | TKO  | 3 (4)       | 1993-11-20 | Hamburgo, Alemania       |                                                    |
| Ganador                                                        | 5–0–1  | Bubba Stotts     | TKO  | 3 (4)       | 1993-07-24 | Joplin, Misuri           |                                                    |
| Ganador                                                        | 4–0–1  | Tom Bentley      | KO   | 1 (4)       | 1993-03-30 | Kansas City, Misuri      |                                                    |
| Ganador                                                        | 3–0–1  | Terry Jesmer     | PTS  | 4           | 1992-12-12 | Oviedo, España           |                                                    |
| Empate                                                         | 2–0–1  | Francisco Harris | MD   | 4           | 1992-04-25 | Miami Beach, Florida     | Marcador: 38–39 para Harris, 38–38 y 38–38.        |
| Ganador                                                        | 2–0    | Darrell Miller   | KO   | 1 (4), 2:14 | 1991-06-23 | Tokio, Japón             |                                                    |
| Ganador                                                        | 1–0    | Steve Powell     | UD   | 4           | 1991-05-23 | Fort Lauderdale, Florida | Debut profesional. Marcador: 38–37, 38–37 y 39–37. |

### Regreso a la actuación
Después de su retiro del boxeo, Rourke aceptó papeles secundarios en varias películas de los años 1990, incluyendo la adaptación de la novela de John Grisham The Rainmaker de Francis Ford Coppola, Buffalo '66 de Vincent Gallo, Animal Factory de Steve Buscemi y la adaptación de Get Carter protagonizada por Sylvester Stallone. También escribió el filme Bullet —bajo el seudónimo de Sir Eddie Cook—, donde además interpretó el rol protagónico, un exconvicto recién salido de presión después de cumplir una condena de ocho años.
Aunque fue seleccionado para interpretar un personaje en La delgada línea roja de Terrence Malick, su parte fue cortada durante el montaje del filme. Además tuvo un papel como el villano principal en La colonia de 1997, protagonizada por Jean-Claude Van Damme. Al mismo tiempo, filmó Love in Paris, una secuela de Nueve semanas y media, la cual no recibió gran difusión en los cines. Además tuvo un pequeño rol en la película Jueves, interpretando un policía corrupto. Terminó esa década trabajando en películas directamente para vídeo como Out in Fifty, Shades y el telefilme Shergar, acerca del secuestro del caballo de carreras del mismo nombre. Rourke expresó inconformidad con respecto a ese período de su carrera, comentando que llegó a considerarse a sí mismo como un «artista acabado» y vivió durante un tiempo en un «estado de vergüenza».

### Década de 2000
En 2002 apareció como The Cook en Spun de Jonas Åkerlund, actuando junto a Eric Roberts. Sus primeras colaboraciones con los directores Robert Rodriguez y Tony Scott en Once Upon a Time in Mexico y Man on Fire, respectivamente, lo tuvieron en papeles pequeños. Sin embargo, dichos realizadores volvieron a contar con Rourke para interpretar personajes más importantes en sus siguientes producciones. En 2005 el actor volvió al circuito del cine comercial con un rol protagonista como Marv en Sin City, adaptación de la novela gráfica del mismo nombre creada por Frank Miller y filmada por Robert Rodriguez. Rourke recibió premios por parte de la Asociación de Críticos de Cine de Chicago, el IFTA y la Sociedad de Críticos de Cine en Línea, además de ser nombrado «Hombre del año» 2005 por la revista de cine británica Total Film. El actor continuó con un papel secundario en Domino de Tony Scott, donde interpretó a un cazador de recompensas.
A pesar de haberse alejado de la actuación durante algunos periodos y haber hecho películas solamente por el dinero que consideró «venderse creativamente» —como Harley Davidson and the Marlboro Man—, en una entrevista en 2003 Rourke declaró: «Todo por lo que he pasado [...] me ha hecho un mejor y más interesante actor». Y sobre su renovado interés por la actuación afirmó: «mi mejor trabajo todavía está por venir».

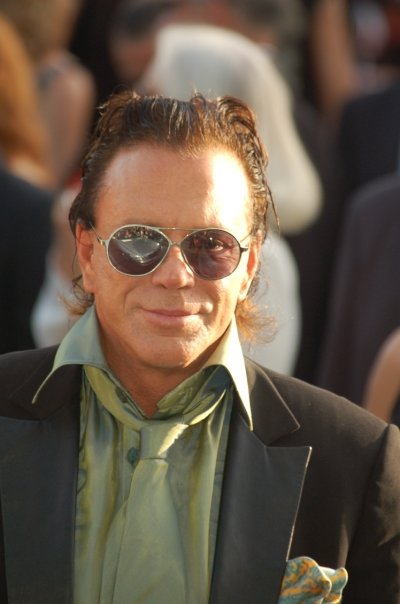
Rourke en el Festival de Cannes en 2007

Rourke tuvo un papel en The Informers, encarnando a Peter, un exguardia de seguridad que planea el secuestro de un niño. En 2008 protagonizó El luchador de Darren Aronofsky, cinta ganadora del León de Oro en el Festival Internacional de Cine de Venecia, sobre Randy «The Ram» Robinson, un profesional de la lucha libre en decadencia. La primera lectura del guion no entusiasmó a Rourke:

Realmente no me interesó el guion, pero quería trabajar con Darren y pensé que quien sea que lo había escrito no había pasado tanto tiempo como yo alrededor de ese tipo de gente, y el personaje no hablaría de la forma en que hablaba. Entonces Darren me dejó reescribir todo mi personaje y él se encargó de los detalles. Una vez que hicimos ese cambio, estuve conforme con el guion.

También habló sobre sus dudas y preocupaciones acerca de hacer una película sobre lucha libre, lo que él percibía como algo «arreglado y coreografiado de antemano». No obstante, mientras entrenaba para la filmación, desarrolló un aprecio y respeto por el trabajo que los luchadores hacen para prepararse para la pelea. «Creo que me hice tres IRM en dos meses porque no estaba cayendo bien. A estos tipos les llevó varios años aprender cómo caer y creo que después de empezar a hacerme daño haciéndolo, comencé a darme cuenta de que estos tipos están sufriendo realmente y de alguna manera llegué a respetar su deporte». Para su personaje, Rourke entrenó con el exluchador de la WWE Afa Anoaʻi. Su actuación le valió un Premio BAFTA, un Globo de Oro y un Independent Spirit, además de una candidatura a los Premios Óscar al mejor actor. Rourke era pesimista con respecto a sus chances de ganar el Oscar, ya que había roto varios lazos con Hollywood como resultado de su conducta precedente.
A principios de 2009 participó del evento de lucha libre WrestleMania XXV, en el que participó junto a los luchadores Chris Jericho y Ric Flair. También actuó junto a Kris Kristofferson en el videoclip del músico John Rich «Shuttin' Detroit Down» y participó en el doblaje del videojuego Rogue Warrior, a finales de 2009, en el cual interpretó al personaje protagonista Dick Marcinko.

### Década de 2010
En 2010 interpretó el rol antagonista Ivan Vanko en el filme Iron Man 2. En una entrevista para la revista Rip It Up comentó que como preparación para su papel visitó convictos en cárceles de Rusia. También tuvo un breve papel como Tool en The Expendables de Sylvester Stallone. Aunque su tiempo en pantalla fue fugaz, su trabajo fue bien recibido por varios críticos y citado como uno de los puntos más destacados del filme. Sin embargo no estuvo disponible para repetir su papel en la secuela, aunque se anunció que estaba en negociaciones para participar en una posible tercera entrega. En 2013 se confirmó que Rourke no estaría presente en The Expendables 3; Avi Lerner, uno de los productores de la película, había dicho anteriormente que el actor iba a ser bienvenido de vuelta a la franquicia si no actuaba «demasiado loco».
A fines de 2010, Rourke confirmó en la televisión del Reino Unido que iba a encarnar a Gareth Thomas en una película sobre el jugador de rugby galés que se había declarado homosexual el año anterior. Un par de meses después, había comenzado su preparación para la película, pero comentó: «No vamos a hacer esta película hasta que terminemos de hacer la debida investigación. Necesitamos hacer nuestra tarea y yo necesito entrenarme durante nueve a once meses».

## Vida privada
Rourke se ha casado en dos ocasiones. En 1981 se casó con la actriz Debra Feuer, a quien conoció en el set de la película Hardcase (1981) y con quien más tarde coprotagonizó Homeboy (1988). El matrimonio terminó en 1989; Rourke declaró posteriormente que realizar el filme Nueve semanas y media «no fue particularmente considerado con las necesidades» de su esposa. Ambos han continuado siendo amigos, según una entrevista a Feuer en 2009.

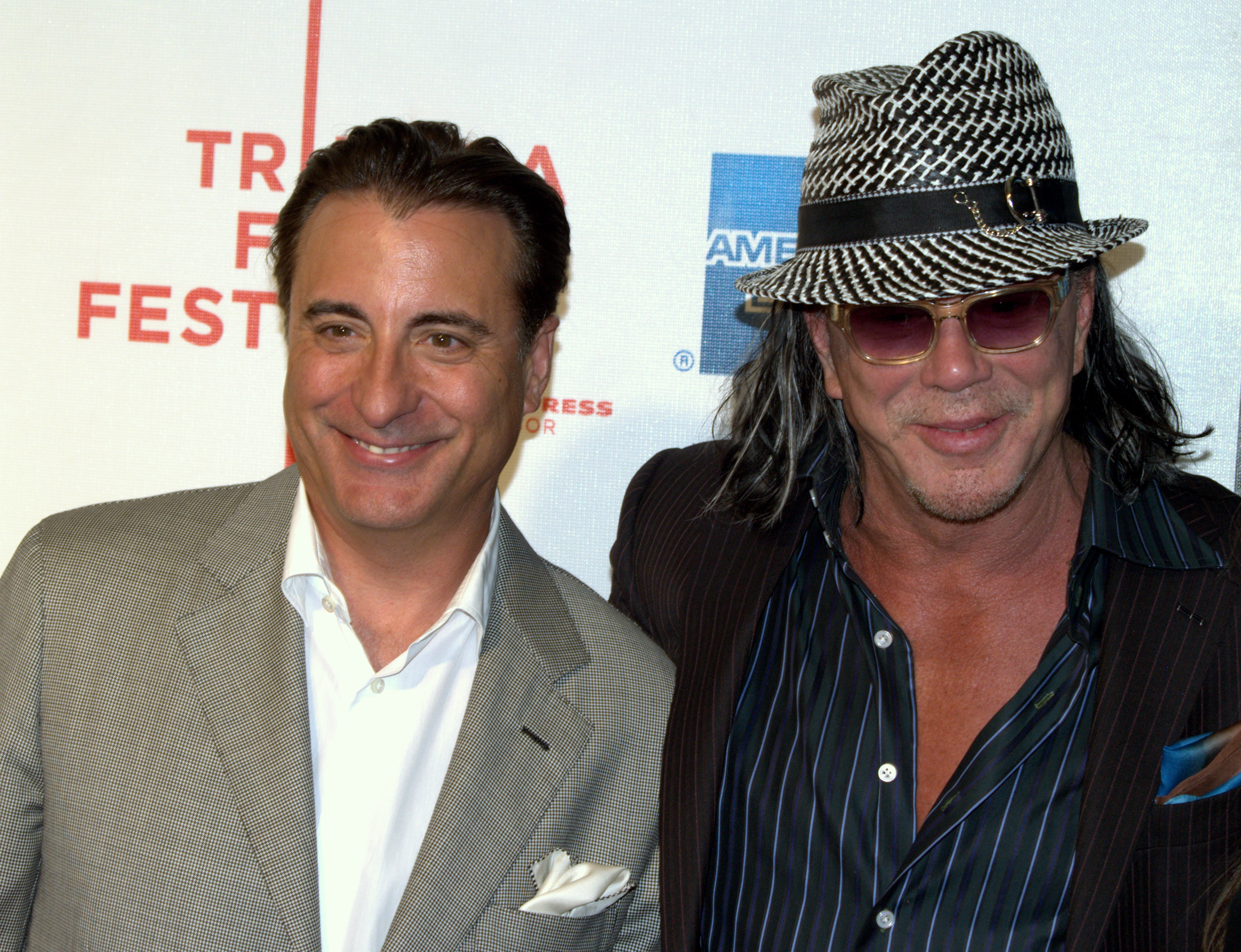
Andy García y Rourke en el Festival de cine de Tribeca en 2009

El 26 de junio de 1992 se casó de nuevo, esta vez con la actriz Carré Otis, con quien trabajó en el thriller erótico Wild Orchid. La pareja se separó después de que Rourke fue arrestado por supuesto maltrato en 1994; sin embargo se reconciliaron y protagonizaron el filme Seducción mortal. La pareja se divorció en diciembre de 1998. En noviembre de 2007 volvió a ser arrestado, en esta ocasión por conducir en estado de embriaguez en Miami Beach.
En varias entrevistas ha señalado como responsable de su vuelta a la actuación después de catorce años a su representante David A. Unger. Además asistía a sesiones semanales con un psiquiatra y veía a un sacerdote católico. Rourke ha sido descrito como un «muy buen católico» por su amigo Tom Sizemore.
Desde 2009 está en pareja con la modelo rusa Anastassija Makarenko. En octubre de 2017 se operó por sexta vez de la nariz.

### Opiniones políticas
En 1989, Rourke reveló que había donado la mayor parte de su millón y medio de euros de ganancia por la película Francesco para apoyar a Joe Doherty en su campaña de asilo político en Estados Unidos. Doherty, miembro del Ejército Republicano Irlandés Provisional (IRA), era buscado por las autoridades del Reino Unido por su participación en una emboscada usando una ametralladora M60 que mató a un miembro del Servicio Aéreo Especial británico en Belfast, Irlanda del Norte, en 1980. Doherty fue arrestado más tarde.
Durante la Guerra de Irak en 2006, expresó su apoyo al presidente George W. Bush. «Es demasiado fácil culpar de todo a un solo tipo», declaró Rourke en una entrevista posterior tres años después. «Estos son tiempos peligrosos e impredecibles, y no creo que nadie sepa realmente que hacer», afirmó. Además expresó su asombro por la libertad permitida a los fundamentalistas islámicos por parte de las autoridades británicas: «Estuve en Londres recientemente y no podía creer todos esos fanáticos amenazantes que tienen ahí y que se les permite continuar haciendo lo suyo incluso después de que un autobús lleno de mujeres y niños sea volado en pedazos», refiriéndose a los atentados del 7 de julio de 2005 en Londres. «No pienso que esos fundamentalistas deban tener permitido hablar toda esa mierda y lavarle el cerebro a los jóvenes», agregó Rourke.
En 2014, Rourke fue puesto bajo el ojo de los medios de comunicación estadounidenses por usar una camiseta con el rostro del presidente ruso Vladímir Putin. Al ser cuestionado, Rourke contestó: «Si no me gustase no hubiese comprado la camiseta, créeme. Lo conocí un par de veces y fue realmente un caballero. Un buen tipo y decente». Un año más tarde, expresó su apoyo a la candidatura de Ben Carson en las primarias presidenciales del Partido Republicano de 2016, al mismo tiempo que mostró desaprobación por Donald Trump.

### Perros
Rourke es un conocido amante de los perros, en particular de las razas pequeñas de perros. Se ha expresado a favor de la castración y ha realizado un anuncio para la organización PETA. Su primer perro fue un regalo de su segunda esposa. Aunque sus perros son generalmente mencionados como chihuahuas, algunos no son de raza pura. Loki, su perro más conocido a quien él describió como «el amor de [su] vida», era un cruce entre chihuahua y terrier. Rourke dependía hasta tal punto de la compañía de Loki que se gastó 5400 dólares para llevarla en avión a Inglaterra mientras filmaba Stormbreaker.
Al subir a recibir el premios Globo de Oro al mejor actor en enero de 2009, el actor agradeció a sus perros en su discurso de agradecimiento: «Me gustaría darle las gracias a todos mis perros. A los que están aquí, a los que ya no están más aquí. Porque a veces cuando un hombre está solo, todo lo que tiene es su perro. Y han significado mucho para mí». El día de la entrega de los premios le dijo a la periodista Barbara Walters: «De algún modo me autodestruí y todo se fue alrededor de catorce años atrás... mi esposa se había ido, mi carrera se había acabado, no tenía ni pizca de dinero. Los perros estuvieron ahí cuando nadie más estuvo ahí». Cuando Walters le preguntó si había considerado el suicidio, contestó:

«Sí, no quería estar aquí, pero tampoco quería matarme. Solo quería presionar un botón y desaparecer... Creo que no había salido de la casa por cuatro o cinco meses y estaba sentado en el armario, durmiendo ahí por alguna razón, y en una mala situación, recuerdo que estaba pensando si hacerlo. Entonces miré a mi perro, Beau Jack, e hizo un sonido, un sonido bajo casi humano. No tengo hijos, los perros se han vuelto todo para mí. El perro me miraba como diciendo: "¿Quién va a cuidar de mí?".»

Beau Jack fue el padre de dos de los siguientes perros de Rourke, Loki y su hermano Chocolate. Beau Jack murió en 2002. Chocolate fue protagonista de un libro para niños, Chocolate at the Four Seasons, sobre su temporal estadía con el productor Bonnie Timmerman. Después de volver con Rourke, Chocolate murió en 2006. Además de estos perros, Rourke tiene un chihuahua llamado Jaws que lo acompañó en un anuncio para PETA en 2009 y apareció con él en la película Once Upon a Time in Mexico. Ha llegado a tener un total de siete perros en el año 2005. Al momento de ganar el Globo de Oro, Rourke tenía cinco chihuahuas: Loki, Jaws, Ruby Baby, La Negra y Bella Loca. Casi un mes después, en febrero de 2009, Loki murió a los 18 años de edad.

## Filmografía
- 1941 (1979)
- City in Fear (1980)
- Act of Love (1980)
- Fade to Black (1980)
- Rape and Marriage: The Rideout Case (1980)
- La puerta del cielo (1980)
- Fuego en el cuerpo (1981)
- Hardcase (1981)
- Diner  (1982)
- La ley de la calle (1983)
- The Pope of Greenwich Village (1984)
- Eureka (1984)
- Year of the Dragon (1985)
- Nueve semanas y media (1986)
- Angel Heart (1987)
- A Prayer for the Dying (1987)
- Barfly (1987)
- Homeboy (1988)
- Johnny Handsome (1989)
- Francesco (1989)
- Wild Orchid (1990)
- Desperate Hours (1990)
- Harley Davidson and the Marlboro Man (1991)
- White Sands (1992)
- The Last Outlaw (1993)
- F.T.W. (1994)
- Fall Time (1995)
- Seducción mortal (1996)
- Bullet (1996)
- La colonia (1997)
- Love in Paris (1997)
- The Rainmaker (1997)
- Point Blank (1998)
- Buffalo '66 (1998)
- Thicker Than Blood (1998)
- Jueves (1998)
- Shergar (1999)
- Out in Fifty (1999)
- Shades (1999)
- Animal Factory (2000)
- Get Carter (2000)
- They Crawl (2001)
- The Pledge (2001)
- The Hire: The Follow (2001)
- Picture Claire (2001)
- Spun (2002)
- Anónimos (2003)
- Once Upon a Time in Mexico (2003)
- Man on Fire (2004)
- Sin City (2005)
- Domino (2005)
- Stormbreaker (2006)
- El luchador (2008)
- Killshot (2008)
- The Informers (2009)
- 13 (2010)
- Iron Man 2 (2010)
- The Expendables (2010)
- Passion Play (2010)
- Immortals (2011)
- Black Gold (2011)
- The Courier (2012)
- Black November (2012)
- Java Heat (2013)
- Generation Iron (2013)
- Muerte en Tombstone (2013)
- Sin City: A Dame to Kill For (2014)
- Ashby (2015)
- Skin Traffik (2015)
- War Pigs (2015)
- Blunt Force Trauma (2015)
- Proyecto Swap (2016)
- Nightmare Cinema (2018)
- Tiger (2018)
- Bob Lazar: Area 51 & Flying Saucers (2018)
- Berlin, I Love You (2019)
- Night Walk (2019)
- Girl (2020)
- El palacio (2023)
- Not Another Church Movie (2024)[56]

## Premios y distinciones
Óscar
| Año  | Categoría   | Película    | Resultado |
| ---- | ----------- | ----------- | --------- |
| 2009 | Mejor actor | El luchador | Nominado  |

| Año  | Premio                                         | Categoría                 | Título          | Resultado |
| ---- | ---------------------------------------------- | ------------------------- | --------------- | --------- |
| 1983 | Boston Society of Film Critics Award           | Mejor actor de reparto    | Diner           | Ganador   |
| 1983 | National Society of Film Critics               | Mejor actor de reparto    | Diner           | Ganador   |
| 1988 | Premios Independent Spirit                     | Mejor actor               | Barfly          | Nominado  |
| 1991 | Premios Razzie                                 | Peor actor                | Desperate Hours | Nominado  |
| 1991 | Premios Razzie                                 | Peor actor                | Wild Orchid     | Nominado  |
| 2006 | Premios Saturn                                 | Mejor actor de reparto    | Sin City        | Ganador   |
| 2006 | Asociación de Críticos de Cine de Chicago      | Mejor actor de reparto    | Sin City        | Ganador   |
| 2006 | Irish Film and Television Awards               | Mejor actor internacional | Sin City        | Ganador   |
| 2006 | Sociedad de Críticos de Cine en Línea          | Mejor actor de reparto    | Sin City        | Ganador   |
| 2006 | Premios Satellite                              | Mejor actor de reparto    | Sin City        | Nominado  |
| 2006 | Washington D. C. Area Film Critics Association | Mejor reparto             | Sin City        | Nominado  |
| 2006 | Critics' Choice Award                          | Mejor reparto             | Sin City        | Nominado  |
| 2008 | International Antalya Film Festival            | Premio honorario          |                 | Ganador   |
| 2008 | Premios Satellite                              | Mejor actor - Drama       | El luchador     | Nominado  |
| 2008 | Washington D. C. Area Film Critics Association | Mejor actor               | El luchador     | Ganador   |
| 2008 | San Francisco Film Critics Circle              | Mejor actor               | El luchador     | Ganador   |
| 2008 | Broadcast Film Critics                         | Mejor actor               | El luchador     | Nominado  |
| 2008 | San Diego Film Critics Society                 | Mejor actor               | El luchador     | Ganador   |
| 2008 | Toronto Film Critics Association               | Mejor actor               | El luchador     | Ganador   |
| 2008 | Asociación de Críticos de Cine de Chicago      | Mejor actor               | El luchador     | Ganador   |
| 2008 | Florida Film Critics Circle                    | Mejor actor               | El luchador     | Ganador   |
| 2008 | Detroit Film Critics Society                   | Mejor actor               | El luchador     | Ganador   |
| 2009 | Premios Globo de Oro                           | Mejor actor - Drama       | El luchador     | Ganador   |
| 2009 | Premios Independent Spirit                     | Mejor actor               | El luchador     | Ganador   |
| 2009 | Premios BAFTA                                  | Mejor actor               | El luchador     | Ganador   |
| 2009 | Premios SAG                                    | Mejor actor               | El luchador     | Nominado  |
| 2009 | Santa Barbara International Film Festival      | Premio Riviera            | El luchador     | Ganador   |
| 2010 | Scream Awards                                  | Mejor villano             | Iron Man 2      | Ganador   |
| 2011 | MTV Movie Awards                               | Mejor villano             | Iron Man 2      | Nominado  |